# Viva/Przystanek Woodstock
Viva/Przystanek Woodstock – zremiksowana dwupłytowa reedycja piątego albumu zespołu Sexbomba wydana z bonusami audio (koncert radiowy'96) i DVD (koncert z Przystanku Woodstock'96 i videoklipy) w 2009 przez wytwórnię Rockers Publishing.

## Lista utworów
1. „Czas na wolność (Zegary)”
2. „A kuku”
3. „To nic, to nic”
4. „Faszyzm , ja i ty”
5. „Jeżeli wierzysz w przeznaczenie”
6. „Viva”
7. „Narkotyki, wódka, sex”
8. „Wiatr od morza”
9. „Dzisiejsze gazety”
10. „Jak się czujesz?”
11. „Prawie trzy minuty optymizmu i lenistwa”
12. „Zaczekaj”

Bonusowy koncert radiowy z 1996 roku:
1. „Wiara to broń”
2. „Kiedy chcę otworzyć drzwi”
3. „A kuku”
4. „Gdzie są chłopcy z tamtych lat”
5. „Taki jak ja”
6. „Tak się nie da”
7. „Sposób na świnie”

## Lista utworów na płycie DVD
Koncert z Przystanku Woodstock ’96
1. „Kiedy chcę otworzyć drzwi”
2. „Alkohol”
3. „Taki jak ja”
4. „Czas na wolność/Zegary”
5. „Tak się nie da”
6. „Sposób na świnie”
7. „Ambicja”
8. „Wiara to broń”
9. „Prawdziwe oblicze szatana”
10. „Woda.Woda.Woda.”

Videoklipy
1. „Ćma”
2. „Czas na wolność/Zegary”
3. „Polska traci czas”
4. „Jeżeli wierzysz w przeznaczenie”

## Twórcy
- Robert Szymański – wokal
- Artur Foremski – gitara, wokal
- Piotr Welcel – gitara basowa, wokal
- Dominik Dobrowolski – perkusja, wokal
- Tomasz Szafrański – perkusja

Realizacja:
- Leszek Brzoza – foto
- Włodzimierz Kowalczyk – realizator dźwięku
- Marcin Koźliński - realizator videoklipów
- Robert Szymański – remiksy, mastering
- Sexbomba, Deadlock – muzyka
- Robert Szymański, Deadlock – słowa